# 조창대
조창대(曺昌大, 1928년 7월 15일~1969년 8월 25일)는 대한민국의 정치인이다. 제6·7대 국회의원을 지냈다. 안성 여객기 추락 사고로 사망했다.

## 학력
- 육군사관학교 7기 졸업
- 육군보병학교 졸업
- 마산해인대학교 행정학과 학사
- 육군대학 졸업

## 경력
- 육군대학 교수
- 육군 제1야전군사령부 교육과 과장
- 대한민국 국방부 치안국 정보과 과장
- 오월동지회조직부장
- 5·16민족상이사
- 민주공화당 중앙상임위원
- 민주공화당 경남제5지구당 위원장

## 역대 선거 결과
|  | 33.5% |

|  | 56.10% |